# トーレン・スミス

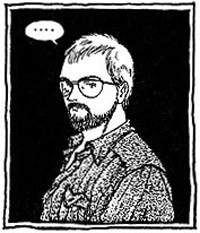
本人の似顔絵

トーレン・スミス （Toren Smith、1960年4月20日 - 2013年3月5日）はカナダ出身のアメリカ合衆国の実業家、アメコミ原作者、ライター。日本の漫画の翻訳・出版社スタジオ・プロテウスの創業者であり、『アップルシード』、『攻殻機動隊』、『AKIRA』など多数の人気作品の英語翻訳を手掛けた。翻訳した総ページ数は約23,000ページ以上に及ぶ。1980年代には日米間のオタクの仲介役として奔走。
妻は漫画家の斉藤友子（斉藤友之）。妻の姉さいとうよしこ（斉藤芳子）は、ゲーム／アニカラ等のライター。その夫に大森望がいる。

## 経歴
カナダアルバータ州ウェタスキウィン生まれ。幼い頃からSFやアメコミに親しむ。1981年からアメコミの原作を書き始め、翌1982年にアメリカ・サンフランシスコに移住。1983年に『ルパン三世 カリオストロの城』のビデオを観て大きな衝撃を受け、ジャパニメーションのコレクターと化す。
1984年のSF大会ベイコン（en:BayCon）の際に、ジャパニメーションの上映会を企画・総合プロデュースし、恒例行事化させる。1986年の同大会の際には、プログラム冊子として『A Viewer's Guide to Japanese Animation』を執筆。それまでジャパニメーションについてまとまった情報源がなかったこともあり、一種のバイブル化、のちに商業出版物としても刊行された。
1986年の日本SF大会DAICON5へ、友人だったJ・P・ホーガンとともに来日、オープニングで挨拶。大会終了後も日本に滞在した。
2013年3月5日、サンフランシスコで死去。

## 業績と影響
スミスはGAINAX創業メンバーらと共に1991年にアニメコン（AnimeCon）を設立し、後に全米最大のアニメコンベンションとなるアニメ・エキスポの前身となった。また、GAINAX制作のOVA『トップをねらえ!』では登場キャラクター「スミス・トーレン」の名前の由来となった。